# 西斯 (亞美尼亞)
西斯（羅馬化：Sis），是亞美尼亞亞拉拉特州的一個城鎮。